# Montrose, Michigan
Montrose är en ort i Genesee County i delstaten Michigan, USA.